# Neato beerwah
Neato beerwah är en spindelart som beskrevs av Norman I. Platnick 2002. Neato beerwah ingår i släktet Neato och familjen Gallieniellidae. Inga underarter finns listade i Catalogue of Life.